# 데비 해리
데버라 앤 해리(영어: Deborah Ann Harry, 출생명은 앤절라 트림블(영어: Angela Trimble), 1945년 7월 1일 ~ )은 미국의 싱어송라이터, 배우로 밴드 블론디의 리드 보컬로 가장 잘 알려져 있다. 1979년에서 1981년 사이에 그녀가 밴드와 함께 부른 4곡이 미국 차트에서 1위에 올랐다.

## 음반 목록

### 정규 앨범
- KooKoo (1981)
- Rockbird (1986)
- Def, Dumb & Blonde (1989)
- Debravation (1993)
- Necessary Evil (2007)

### 블론디 앨범
- Blondie (1976)
- Plastic Letters (1977)
- Parallel Lines (1978)
- Eat to the Beat (1979)
- Autoamerican (1980)
- The Hunter (1982)
- No Exit (1999)
- The Curse of Blondie (2003)
- Panic of Girls (2011)
- Ghosts of Download (2014)
- Pollinator (2017)

## 영상 목록

### 영화
- 비디오드롬 (1983)
- 헤어스프레이 (1988)
- 뉴욕 스토리 (1989) - "Life Lessons" 부분
- 보디 백 (1993)
- 헤비 (1995)
- 캅 랜드 (1997)
- 나 없는 내 인생 (2003)
- 엘레지 (2008)